# Румпель, Франц
Франц Румпель (нем. Franz Rumpel, выступал также под псевдонимом Франц Вальдегг, нем. Waldegg; 25 октября 1858, Грац — 17 декабря 1935, Берлин) — немецкий дирижёр и композитор.
Учился в своём родном городе у Вильгельма Майера, до 1882 г. был корепетитором и вторым дирижёром Грацской оперы. Консультировал Антона Шлоссара в работе над собранием «Немецких народных песен из Штирии» (нем. Deutsche Volkslieder aus Steiermark; 1881).
С 1882 г. дирижёр в Ольденбурге. 18 ноября 1905 года оперой Жака Оффенбаха «Сказками Гофмана» под управлением Румпеля открылась берлинская Комише опер, здесь Румпель работал до 1911 г. (в 1909 г. совместно с Рене Шикеле перевёл для постановки в Комише опер либретто оперы Адольфа Адана «Тореадор»). Затем работал в Прессбурге и Франкфурте.
Автор фортепианных переложений оперных партитур — в частности, опер Эдуарда Кюннеке «Конец Робина» и Йозефа Густава Мрачека «Сон» (обе 1909).